# Jacob von Sandrart
Jacob von Sandrart (3. května 1630, Frankfurt nad Mohanem – 15. srpna 1708, Norimberk) byl německý rytec působící především v Norimberku.

## Život
Narodil se ve Frankfurtu. V deseti letech Sandrart získal umělecké vzdělání u svého známějšího strýce Joachima von Sandrart v Amsterdamu. Nějaký čas strávil v Danzigu a Regensburgu. Dne 10. června 1654 se oženil s Reginou Christinou Eimartovou, dcerou rytce Georga Christopha Eimarta staršího. V roce 1656 se manželé usadili v Norimberku, kde zůstali po celý zbytek života. Jeho dcera Susanne Maria von Sandrart byla také umělkyní a rytkyní.

## Dílo
Sandrart byl velmi produktivní umělec; dochovalo se přes 400 jeho rytin. Proslul především jako portrétista významných norimberských občanů, rytec map a ilustrátor literárních děl norimberských spisovatelů, zejména Sigmunda von Birkena. Dnes je Sandrart nejznámější jako zakladatel a první ředitel norimberské Akademie výtvarných umění (založena 1662).